# اسپانیا در المپیک تابستانی ۱۹۴۸

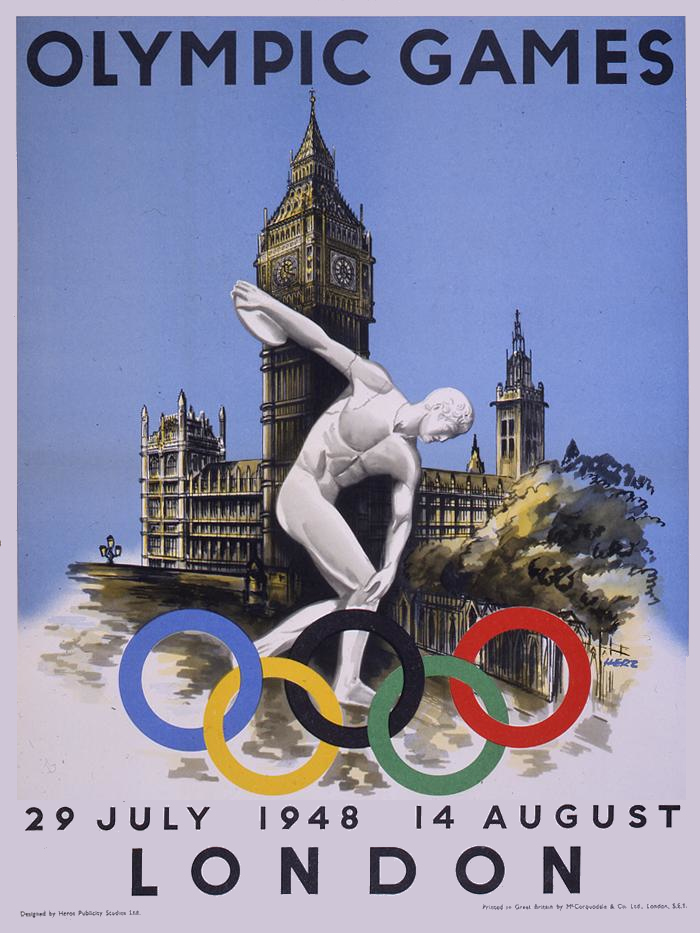
لوگوی بازی های المبیک و ارتباط ان با اسبانیا

اسپانیا در بازی‌های المپیک تابستانی ۱۹۴۸ که در شهر لندن برگزار شد، کاروان اسپانیا با ۶۵ ورزشکار در این رقابت‌ها شرکت کرد و موفق به کسب ۱ مدال (۰ طلا، ۱ نقره، ۰ برنز) شد. در جدول رتبه‌بندی توزیع مدال‌ها، اسپانیا در ردهٔ ۲۸ مسابقات قرار گرفت.